# 真爱如血 (第二季)
《真爱如血》（英語：True Blood）第二季, 美国超自然电视剧，本季于在HBO播放(2009年6月14日 – 2009年9月13日)。

## 演员和角色
- Anna Paquin 饰 Sookie Stackhouse
- Stephen Moyer 饰 Bill Compton
- Sam Trammell 饰 Sam Merlotte
- Ryan Kwanten 饰 Jason Stackhouse
- Rutina Wesley 饰 Tara Thornton
- Chris Bauer 饰 Detective Andy Bellefleur（11集）
- Mehcad Brooks 饰 "Eggs" Benedict Talley
- Anna Camp 饰 Sarah Newlin（9集）
- Nelsan Ellis 饰 Lafayette Reynolds
- Michelle Forbes 饰 Maryann Forrester
- Mariana Klaveno 饰 Lorena Krasiki（5集）
- Todd Lowe 饰 Terry Bellefleur（10集）
- Michael McMillian 饰 Reverend Steve Newlin（9集）
- Jim Parrack 饰 Hoyt Fortenberry（11集）
- Carrie Preston 饰 Arlene Fowler（11集）
- William Sanderson 饰 Sheriff Bud Dearborne（7集）
- Alexander Skarsgård 饰 Eric Northman
- Deborah Ann Woll 饰 Jessica Hamby

### 客串
- Patricia Bethune 饰 Jane Bodehouse（9集）
- John Billingsley 饰 Mike Spencer（9集）
- Ashley Jones 饰 Daphne Landry（8集）
- Adam Leadbeater 饰 Karl（8集）
- Wes Brown 饰 Luke McDonald（7集）
- Dale Raoul 饰 Maxine Fortenberry（6集）
- Valerie Cruz 饰 Isabel Beaumont（5集）
- Kristin Bauer van Straten 饰 Pamela Swynford De Beaufort（4集）
- Greg Collins 饰 Gabe（4集）
- Chris Coy 饰 Barry Horowitz（4集）
- Allan Hyde 饰 Godric（4集）
- Tara Buck 饰 Ginger（3集）
- Christopher Gartin 饰 Hugo Ayers（3集）
- Aisha Hinds 饰 Miss Jeanette（3集）
- Valorie Hubbard 饰 Random Frenzier（3集）
- Ed Quinn 饰 Stan Davis（3集）
- Tanya Wright 饰 Deputy Kenya Jones（3集）
- Price Carson 饰 Mean Looking Frenzier（2集）
- Missy Doty 饰 Vonetta（2集）
- Patrick Gallagher 饰 Chow（2集）
- Alec Gray 饰 Coby Fowler（2集）
- Jennifer Hamilton 饰 Dancer #1（2集）
- Lindsey Haun 饰 Hadley Hale（2集）
- Preston Jones 饰 Dirk（2集）
- Jack Krizmanich 饰 Ludis（2集）
- Ailsa Marshall 饰 Desk Clerk（2集）
- Tess Alexandra Parker 饰 Rosie（2集）
- Lauren Pritchard 饰 Coralee（2集）
- Jessica Tuck 饰 Nan Flanagan（2集）
- Laurel Weber 饰 Lisa Fowler（2集）
- Avion Baker 饰 Young Tara（1集）
- Jeanne Baron 饰 Hostess（1集）
- Michael Bofshever 饰 Orry Dawson（1集）
- John Hillard 饰 Hank（1集）
- Caleb Moody 饰 Royce Williams（1集）
- Judy Prescott 饰 Sue Ann Merlotte（1集）
- John Rezig 饰 Deputy Kevin Ellis（1集）
- Stephen Root 饰 Eddie Gauthier（1集）
- Martin Spanjers 饰 Young Sam（1集）
- Sharon Tay 饰 Sharon（1集）

### 特别客串
Adina Porter 饰 Lettie Mae Thornton（5集）

## 剧情
真凶被揭，Jason無罪釋放，也因為Amy的關係而開始信上帝。加入了對抗吸血鬼的「陽光聯盟」。就在此時，Lafayette Reynolds因為售賣吸血鬼血而被Eric所捉。爲了救他，Sookie以幫他調查第九區Sheriff失蹤事件。於是Sookie便與Bill帶著Jessica乘搭飛機前往目的地位於德州的達拉斯。
到達達拉斯後，兩人從假裝接人的人的口中得知陽光聯盟正準備對付他們。此時Bill追問為何Eric對第九區Sheriff被捉如此關心，Eric終於吐出實情，原來第九區Sheriff Godric乃是Eric的製造者（maker），並且知道應為陽光聯盟所為。Sookie爲了救Godric而潛入陽光聯盟，但是剛進門就被陽光聯盟的領袖Steve Newlin所發現，而此時Jason也受到了陽光聯盟的重用，但最後他們因為認為Jason是作為臥底潛入來的內應而對其作出攻擊，而Jason也從Steve的妻子Sarah口中得知妹妹被拿。於是將Sarah擊倒，前往營救。
而Sookie則自己從自己的同類Barry（同樣懂得讀心術的吸血鬼酒店侍應）傳訊讓Bill去救他們，但是Bill卻因為被他的製造者Lorena Krasiki所困住，反而Eric飛身去救她。
但是當Eric去到的時候，Godrick已經把Sookie救了，Eric與Sookie二人要離去時，卻被陽光聯盟的人困在了教堂。Eric企圖以自己代替Godric被他們作祭讓陽光將他們燒毀。而當Bill脫困趕到時，卻仍然無法救出Sookie，此時Jason趕到干擾了他們，而Godric的手下們也都趕到，將眾人救下。但也因此引來陽光聯盟在他們慶功宴上的報復。
而另一面，原來Maryann則是曾經在Sam Merlotte年輕時與其發生過關係的女人，而Maryann則屢次要捉到他，但卻又屢屢被他逃脫，後來Maryann利用他的同類，與Sam同樣是變身人（shapeshifter）的Daphne Landry將他誘至。但Sam卻在危急關頭變身成為一隻小鳥逃離了魔掌。
但立功的Daphne不但沒有得到獎賞，反而換來了Marryann將她殺死。并將她挖心置在Merlotte's酒吧的冷藏庫。Sam回到酒吧目睹一切，卻被警探以為他是兇手，將他鎖走，Andy企圖為他辯白，但卻無濟於事。
最後當Maryann過來拿人時，Sam又機警地變成了蒼蠅從通風窗口飛了出去。並且找到了Andy，此時恰逢Godric被下令自殺，而上陽臺等待黎明的曙光將他燒毀。Godric死後，Sookie便與Jason、Bill一起回良辰鎮。而Jessica則提早就已經回了去。
當Sookie等人回到良辰鎮時，卻發覺那裡亂得猶如地獄一般，所有人都雙眼發黑，狀若瘋狂。晚上，Sam與Andy被Sam的下屬Arelene引回Merlotte's酒吧，卻中了他們的圈套，最後被困在冷藏庫。
Bill等人回到Bill的家中，卻發現Hoyt的母親也在，並且與其他人一樣雙眼發黑，狀若瘋狂。而Jessica則與Hoyt看著她。
Jason爲了查探情況而決定一闖龍潭探個究竟。而Bill則與Sookie回Sookie家，但卻發現那裡已經成為了Maryann的巢穴。而Maryann則攔途截擊，Bill爲了保護Sookie而與Maryann打鬥，并吸她的血，但最後發覺她的血居然令Bill吐白沫，此時Sookie手中發出聖光傷到Maryann，兩人趁機逃走前往Tara母親家中。而此時Tara則被母親與表親Lafayette捆在椅子上，而她也如其他被Maryann控制的人一樣，雙眼發黑，狀若瘋狂。Sookie與Bill來到時，發現Tara如此，便合力將她拉回正常，而Sookie則得知Maryann就是那個曾經將她抓傷的人。而Sam則在之前從Daphne口中得知Maryann是“酒神的狂女”迈那得斯（Maenad），而所謂的“酒神”其實就是基督教中所云之撒旦，又叫“角神”（horn god）。而Bill與Sookie則從他們所念的古希臘語中推敲出Maryann是古希臘的一種神怪。但是Bill他們並不知道如何殺死她，為此Bill便前往去找吸血鬼女王。
女王告知只要讓邁那得斯明白並沒有神的存在就行，爲了殺死Maryann，Jason、Andy都去勇闖巢穴。但是結果二人卻都中了招，而Lafayette則與Sookie爲了救回偷走成功的Tara，也去到巢穴，結果Lafayette也中了招。只餘下Sookie獨抗Maryann。而在Tara回去救Eggs時，Maryann告訴她Jeantte並非神棍，而她則是由Tara召喚出來的。在Sookie與她對抗時，Maryann則說Sookie並非人類，而吸血鬼女王也對前往求助的Eric說出了Sookie並非完全的人類。
爲了拯救他們，最後Sam犧牲自己，成為祭品，Sookie反抗，推倒“魔樹”，而Bill則趁機給予Sam吸血鬼血，使他痊愈。最後Sam變成一頭牛將Maryann殺死，而Maryann也最終明白並沒有神的存在。
清醒後的Eggs在Sookie幫助之下找回了記憶，記起Maryann如何控制他將人心挖出來。他向Andy自首，卻被Jason誤會他想殺人而一槍爆頭，Andy讓他交槍給他，而他就將Jason的指紋抹掉，而Jason則逃之則吉。
就在Sookie和Bill聚餐時，Bill欲向Sookie求婚，Sookie請求Bill讓她考慮，等待過程中Bill卻被人綁架了。另一面Jessica也都開始吸食人血了。

## 集数
| 总集数 | 集数 | 标题                                  | 导演            | 编剧                             | 首播日期      | 美国收视人数 （单位：百万） |
| ------ | ---- | ------------------------------------- | --------------- | -------------------------------- | ------------- | --------------------------- |
| 13     | 1    | Nothing But the Blood                 | Daniel Minahan  | Alexander Woo                    | 2009年6月14日 | 3.7 (5.1[c])                |
| 14     | 2    | Keep This Party Going                 | Michael Lehmann | Brian Buckner                    | 2009年6月21日 | 3.41                        |
| 15     | 3    | Scratches                             | Scott Winant    | Raelle Tucker                    | 2009年6月28日 | 3.7 (5.1[d])                |
| 16     | 4    | Shake and Fingerpop                   | Michael Lehmann | Alan Ball                        | 2009年7月12日 | 3.9                         |
| 17     | 5    | Never Let Me Go                       | John Dahl       | Nancy Oliver                     | 2009年7月19日 | 3.85                        |
| 18     | 6    | Hard-Hearted Hannah                   | Michael Lehmann | Brian Buckner                    | 2009年7月26日 | 4.0                         |
| 19     | 7    | Release Me                            | Michael Ruscio  | Raelle Tucker                    | 2009年8月2日  | 4.27                        |
| 20     | 8    | Timebomb                              | John Dahl       | Alexander Woo                    | 2009年8月9日  | 4.43                        |
| 21     | 9    | I Will Rise Up                        | Scott Winant    | Nancy Oliver                     | 2009年8月16日 | 4.5                         |
| 22     | 10   | New World in My View                  | Adam Davidson   | Kate Barnow & Elisabeth R. Finch | 2009年8月23日 | 5.33                        |
| 23     | 11   | Frenzy                                | Daniel Minahan  | Alan Ball                        | 2009年8月30日 | 5.19                        |
| 24     | 12   | Beyond Here Lies Nothin' (True Blood) | Michael Cuesta  | Alexander Woo                    | 2009年9月13日 | 5.11                        |